# Luke's Speedy Club Life
Luke's Speedy Club Life er en amerikansk stumfilm fra 1916.

## Medvirkende
- Harold Lloyd som Luke.
- Snub Pollard som Bellhop.
- Bebe Daniels.
- Charles Stevenson.
- Billy Fay.